# 天使な小生意気
『天使な小生意気』（てんしなこなまいき）は、西森博之による日本の少年漫画作品。およびこれを原作とするテレビアニメ作品、コンピュータゲーム作品。主な略称は「天こな」（てんこな）。第46回（平成12年度）小学館漫画賞受賞。

## 概要
週刊少年漫画雑誌『週刊少年サンデー』（小学館）に、1999年25号から2003年36・37合併号まで連載された。単行本は小学館：少年サンデーコミックスより全20巻、同ワイド版より全10巻。
キレのあるギャグと緻密なストーリー展開で読者を惹きつける手法で西森博之の代表作となっている。2002年4月からテレビ東京系列にてテレビアニメ化され、DVD化（全50話、13巻）やゲーム化（PSソフト）もされている。
原作完結後に、主人公たちのその後と正式な結末を描いた外伝2本が存在するが、単行本には収録されなかった。2009年のワイド版発売にあたり、ワイド版の最終巻である10巻に収録された後、電子書籍版の20巻にも追加収録されている。なお、外伝はアニメ化されていない。

## あらすじ
9歳の少年・天使恵は、幼馴染みの花華院美木と遊んでいる最中、子供たちからいじめられていた魔法使いの格好をした老人を助けたことから、お礼として魔本「天の恵み」をもらう。そして、その本から現れた小悪魔から「ひとつだけどんな願いでも叶えてやる」と言われた恵は「男の中の男にしてくれ」と頼んでしまう。しかし、恵は「男の中の男」ではなく、「女の中の女」にされてしまった。
それから約6年経ち、高校生になった恵と美木は剣ヶ峰高校に入学。そこで、蘇我源造や藤木一郎、安田太助、小林一文字ら個性豊かな仲間たちと出会う。彼らとの学園生活をテンポの良いコメディタッチで描写しつつ、彼らの前に立ちはだかる様々な障害や事件にまっすぐに立ち向かう様子、そして恵や恵に魅了された男たち「めぐ団」の男らしい活躍と個々の人間的な成長を描いてゆく。

## 登場人物
天使 恵（）
声 - 林原めぐみ（アニメ） / 浅川悠（サンデーCM劇場）
本作の主人公。絶世の美少女（神秘の美少女とも）にして、富豪の天使家の一人娘。一人称は「俺」。
安田の調べでは、身長167cm・B85cm・W55cm・H85cmとスリムな体型であり、腰まで伸びた美しい茶髪のストレートヘアがトレードマーク。
9歳までは男の子だったが、ある日老人を助けたお礼にもらった「天の恵」という魔本から現れた小悪魔に、「ひとつだけどんな願いも叶えてやる」と言われ、「男の中の男にしてくれ」と頼んでしまう。しかし、恵は「男の中の男」ではなく「女の中の女」にされてしまった。以来、男に戻れる日を夢見ており、透視能力者の予言を頼みに魔本の手がかりを追って剣ヶ峰高校へ美木と共に入学する。
実は最初から女性であり、小学生時代に親友・美木の苦悩に気づき、自身が美木を守る王子様になることを誓う。その数日後、美木誘拐事件が起こり、誓いの通り美木を助け誘拐犯を追い詰めるが、逃走した誘拐犯に頭上からガラスの破片を大量にばら撒かれ危険な状況となるが、とっさに飛び出した源造が代わりにガラスの破片を浴びることで危機から救われた。その際、美木を守り切れなかったこと、源造に救われ大怪我まで負わせてしまったことで、女である自分を無力だと思い込み失望、小悪魔に「男にしてくれ」と願った。しかし小悪魔は、恵が男（美木を守る王子様）になる決意をした記憶を改竄する形で「男にしてくれ」という願いを叶えただけだった。そのため最終章で記憶が戻るまで、源造と出会っていたことも救ってもらったことも覚えていなかった。
天使のような美貌とは裏腹に、男勝りで乱暴だが責任感と正義感が強く、困っている人を放っておけない性格であり、母曰く「危険に自ら首を突っ込むタイプ」。情緒面では、感情の起伏が激しく、一旦怒り出したりすると、その美貌から想像できないほど言葉が汚くなる。また、子供っぽさが残っていたり隙があったり純情だったりと、その天性の魅力により周りの人間からやたら愛されている。
文武両道に優れ、成績は学年トップで全国レベルでもトップクラスの学力を誇る。さらにフランス語を始めとした外国語も堪能。人並外れた運動神経を持ち、校内のありとあらゆる競技記録を更新し続けている。
幼少時より武道の手解きを受けているため、優れた格闘センスと人間離れした軽い身のこなしを持ち合わせる。その格闘センスと修練の賜物か、小悪魔にかけられた呪い（物が飛んできたり落ちたり）による災厄を難なく避け続け、何度も周囲を驚かせた。
男性に劣る腕力を格闘技術と人並みはずれた敏捷性で十分に補い、大抵の男性より強く、空気を切り裂く音がするほどの鋭い蹴り技が特徴である。さらに本人曰く「俺は武器を持つとスサマジク強い」。ただし、女性には弱く、からかわれたり、すぐに言いくるめられてしまう。
また、料理だけは絶望的に不得意であったが、桂子に触発され練習した結果、瞬く間に上達した。
なお、恵の理想とする「男の中の男」とは外見が前作『今日から俺は!!』の今井、内面が三橋と伊藤を指していると思われるシーンがあり、その際に前作のキャラクターがパラレルワールド的に登場している。
花華院 美木（）
声 - 大本眞基子
本作のヒロイン。恵の幼馴染で、唯一、恵の性別が逆転した経緯を知る親友。幼少時に恵が小悪魔と遭遇したとき、その場に居合わせていた。
常に存在感がある恵の隣にいるために地味な印象となっているが、実はかなりの美少女で、こっそりと多数の男子生徒にモテている。恵に負けず劣らずの才色兼備ぶりで、恵ほどではないが武家の家の娘らしく高いレベルで、実戦的な武術も習得している。
性格は優しく穏やかな反面、度胸があり精神的に強い。時おり、恵や源造が怯むほどの迫力を見せる。恵より大人びた所もあり、少々天然ボケの恵のツッコミ役でもある。また、恵とは違ってあまり感情を表には出さず、心の本音を見せることが少ない。
実家は天使家を軽く超える財界の超大物・花華院家。現当主である祖父は日本の黒幕と称されるほど。家柄の華やかさの陰で、赤ん坊の頃に両親を火災事故で亡くしたことにより様々なトラウマを抱えている。心の奥は親友の恵でも踏み込めないほど謎が多く、複雑な環境に育ち複雑な事情を抱えている。
祖父の決めた許嫁がおり、16歳になったら嫁ぐと決められている。幼い頃に自身の政略結婚のことを聞き、さらに相手が婚家を宿り木のように利用する岳山家だと知って絶望。恵には黙っていたが、この時の美木のただならぬ様子が恵に「王子様になる」ことを誓わせる。また、祖父が政略結婚を決めた原因が両親の死亡事故にあることを知っていたので、祖父のためと両親の名誉のため、親友の恵にすら自分の本心を隠して結婚をすると決めていた。

### めぐ団
蘇我 源造（）
声 - 高木渉 / 檜山修之（サンデーCM劇場）
めぐ団の1人。デタラメなほどの強さと圧倒的なパワー、そして小学生の時にダンプに轢かれても無傷であったほどの人並み外れたタフな肉体の持ち主。小学生時代に喫した敗北以来、高校へ入学して恵に負けるまで無敗を誇った武勇伝を持つ不良少年である。別名「闇の悪王」。身長は189cm。
悪名高い赤月中学時代は誰にも心を開かず喧嘩に明け暮れる「クールな悪」として恐れられ、自分に群がる女も疎ましく思う硬派であったが、高校で強く美しい恵と出会い、その魅力の虜になってからは、完全に骨抜きのアホ状態。恵のために無駄な喧嘩を辞める誓いを立て、恵のことを「めぐ〜」「めぐちゃーん」などと呼び、ただひたすら恵を追いかけ回している（冷静な時は「恵」と呼んでいる）。
しかし、いくら恵に会ってかなり性格が変わっても、凄まじいまでの行動力と根性だけは全く衰えを見せず、ひたすら恵が理想としている「男の中の男」を目指し、なり振り構わず捨て身で奮闘する。そのとてつもない強い愛情と確固たる信念で、いつの間にか恵を自分のペースに巻き込んでいく。
反面、「自分はストーカーなのではないだろうか」「男の中の男とは何だろう」「恵が男に戻れるよう協力すべきだが、恵には女のままでいてほしい」と悩んだり、恵を好きになってからは悩み多き不良少年となる。何もかもが「恵の幸せが俺の絶対」という強い信念と行動は、次第に恵の「女心」を揺らすようになる。
なお、顔に傷跡があるが、これには過去の重要な秘密が隠されている。
小林 一文字（）
声 - 檜山修之
めぐ団の1人。「武士」とアダ名されている通り、祖父に「現代を生きる最強の武士」として、物心つく頃から厳しい指導を受けている。武術をかなり高い水準で修めており、格闘の技術面だけ見れば源造を優に超え、恵をも上回る。なおかつハンサム。そのため女子生徒からの人気は高いが、それを鼻にかけず男女平等に優しく接するいい奴である。性格は正義感が強く、古風でまっすぐでストイック。登場時は恵と衝突するが、和解してからは、恵に「俺が女だったら惚れてるぞ」「カッコいい奴」などと好意的に受け入れられている。そのため、源造に最もライバル視されている。
少々世間の感覚からズレているため、恵に「変な良い子」と言われたりもしている。本人は、まじめすぎる性格ゆえ暗いと思っているようで、小悪魔に対して実験で願いごとをしたときも「明るい性格にして欲しい」と真剣にお願いをしていた。恵のことは、必ず「恵さん」と呼ぶ。
しばらくは、恵に対して恋愛感情を持っていたようだが、いつの間にか、それを超えて一人の人間として恵を尊敬しはじめる。終盤では、実は美木に対して恋愛感情を抱いていたことを、源造の言葉によって気づかされる。
めぐ団の一員だが、クラスが違い、毎日武術の修行をしていたりすることがあり、やや単独行動が多い。「こややし」と呼ばれることも。
藤木 一郎（）
声 - 田中一成
めぐ団の1人。普通のキャラ。生まれてから平均点ばかりで、人に自慢できるものが何一つないため、平凡なキャラからの脱却を目指している。今まで女性から散々な扱いをされているために、かなりコンプレックスも強く、ハンサムで女性からの人気も高い小林には何かとつっかかっている。本気で恵に惚れているのだが、源造の影に隠れてあまりアピールできていない。また、小悪魔からも、生命力・運命力が薄いと言われショックを受けることも。恵のことは「恵さん」と呼んでいる（一度だけ呼び捨てにして、恵の頬を染めさせ、源造を悔し泣きさせた）。喧嘩が強いわけでもなかったが、何度も窮地を切り抜けていくうちに、土壇場での度胸や行動力は源造に引けを取らないものとなっていき、度を越した暴力を振るわれても自分を持って立ち向かう場面が多くなった。恵からの印象も最初は「ただの普通なやつ」だったが、最終的に「なかなかカッコいいやつ」と良くなっている。唯一ありふれた平凡な感覚を失わず、そのため気苦労が耐えない。引き立て役では終わらず、外伝では一話分を丸々使って彼の最終回後の日常が描かれている。
安田 太助（）
声 - 上田祐司
めぐ団の1人。ミニスカートや水着など、女性の裸よりもギリギリファッションにこそ執着する変態キャラ。一方で膨大な知識量を誇り、そこから生まれる推理力も鋭く、小悪魔のトリックを最も早くに見破るなど、頭は良い。恵からも「なりは小さくても根性もん」「やるなら躊躇しない男」と言われ、持ち前の気の強さと、躊躇しない行動力は、時に小林をも怯ませるほどの迫力を見せることがある。特技は「尾行」「街を歩くと不良が寄る」。「恵さん」と呼んでいる。他のめぐ団メンバーと同じく恵のことを慕っているものの、源造や藤木に比べると、真っ当な恋愛対象というよりは、美しい女神様的な存在として彼女を崇拝している部分が強い。恵のことを常に監視し、恵からは見えないところで写真を撮ったりするという覗き見的思考が表面化している。実は眼鏡を取ると、女性と見まがうほどの美少年である。しかし、覗きに便利かつ自分の変態キャラに合うという理由であえて眼鏡を着用し続ける、ある意味根性入ったオタク少年でもある。恵からは「ヤックン」と呼ばれることも。

### 剣ヶ峰高校の人々
木村 六（）
声 - 西村朋紘
恵のクラスメート。「めぐ団」の前身である「めぐちゃんを守る会」の元メンバーであったが、恵の豪邸を見て住む世界が違いすぎると脱退した。修学旅行で再登場し、藤木に自分の彼女を紹介した後、恵のことをあきらめて彼女を作れと助言する。
ちえ
声 - 桜川朝恵
恵のクラスメート。美木の許婚事件などでは、美木に入れ替わりおとりになるなど重要な役割をすることがあり貴重な存在。めぐ団の中では藤木と仲がよく、安田とも打ち解けられる珍しい女子。ただし、一番好意的な目を向けているのは小林。
直美（）
声 - 豊嶋真千子
恵のクラスメート。同じクラスメートのちえちゃんといっしょに恵と絡むことが多い。外見も性格も大人っぽい。
田中 桂子（）
声 - 松井菜桜子
恵を敵対視する令嬢で、アニメでも2度にわたって激しい対決を繰り出している。他人を見下し圧倒する迫力を持ち、異常に弁が立つ。自身も富豪の娘で、かなりの美人だが、自分より目立つ恵に対して一方的な敵対心を持っている。中学時代の同級生だった恵を追って剣ヶ峰高校に転入。過去に手の込んだ嫌がらせで何度も恵を窮地に立たせたようで、恵がその苦い経験から唯一恐れる人物で、再会時には美木の背後に隠れるなど相当恐れている。敵対心を抱いた理由は、小学校時代に悪漢から救ってくれた恵の強さと美しさに魂を奪われるほどの思いをしながらも、プライドが高い自分にそんなことを思わせた恵に憎しみを抱いたという、ほとんど逆恨みのようなものらしい。自己顕示欲が強く我侭な性格で周囲を困らせるが、男の理不尽な暴力に立ち向かう強い心を持っており、恵もその部分は認めている。大和撫子杯で藤木と組むことになった時は酷く落ち込んだが一緒に行動している内に多少は評価を改めたのか、良美が源造を好きになった時は大反対したのに対し、藤木を好きになった時は「前よりはいい選択をした」と評した。
白鷺 良美（）
声 - 倉田雅世
桂子を尊敬している令嬢。桂子からは「よしみ」、恵からは「よっちゃん」と呼ばれている。桂子のために恵やめぐ団への嫌がらせに協力するが悪意はないようである。ピンチを恵や源造に救われたため、後半は恵らとも良い関係となっている。大和撫子杯で助けてくれた源造を好きになるが桂子に大反対される。その後、修学旅行中に階段から落ちるところを藤木に救われ、今度は藤木を好きになる。外伝では藤木を見つけて駆け寄るなど好意は継続している。
校長（）
声 - 中嶋聡彦
剣ヶ峯高校の校長。普段は花の手入れが忙しいらしく、常に農作業着で登場する。恵のことを「娘（バラ）より美しい」と感じている。
西田先生（）
剣ヶ峯高校の英語教師。通称「ハニワ先生」。恵を追いかける源造に対して、所詮無謀な夢と諭すも、源造の純真な思いから応援するようになる。夢は、恵と源造の結婚式でエピソードを語ること。しかし、源造は絶対に呼ばないと言っていた。
テレビアニメでは未登場。

### めぐ団を取り巻く大人たち
頼子（）
声 - 中島千里
天使家のお手伝いさん。天使家の家系に生まれ、エリート街道を突き進んでソルボンヌ大学に学んだ才媛。しかし、恵に心酔するあまり、経歴に相応しい仕事をするよりも恵の側にいることのほうが大切らしく、現在の職業をそのまま勤めている。恵の相手候補として源造のことが気に入っているらしく「私のイチオシ」と言っている。源造のことを「パイナ頭くん」「パイナくん」などと呼んでいる。桂子を相手に舌戦しても引けを取らない唯一の女性（ただし一度だけ「ビビッて」いたことがある）。つかみ所のない人物で、恵に心酔するあまりか不可解な行動を取ることもある。
流坂（）
声 - 今村直樹
天使家のガードマン。外見は任侠道風だが気さくな人柄である。警備の面ではプロフェッショナルの人間であり、特に緊急時に退路を確保したり、逃げ道を探すことに関しては一流の技能を持っている。頼子と共に警察のシステムに侵入するなど、特殊なスキルも持っているらしい。職業柄武術においても達人と思われる描写（岳山の側近の細井を追い詰めた際、坂月と並ぶ危険人物という意味か「プロ2人を相手にするのはやはり危険だ」と言われている）がある。実力は確かだが少々お調子者で間の抜けていることがある。頼子に好意を寄せているが、彼女の方は知ってか知らずか、一顧だにしていない。『ルパン三世』の大ファン。
坂月（）
声 - 鳥海勝美
美木の護衛。強豪揃いの本作においても桁違いの実力を持つ武術の達人。花華院家を代々守ってきた武家の出で、その中でも筆頭の武人である。プロと言われるその道の人間からも一目置かれている。恐い者知らずの源造でさえも、その現代人離れした人格と圧倒的な強さにびびっている。小林には尊敬されている。美木の父親兼兄的存在。無表情で心が読めない人物像から恵に「石の人」というあだ名を付けられている。実はギャグ好き。
伴藤（）
声 - 大川透
桂子の教育係。一見強面で街の不良を怯ませるほどの迫力があるものの、桂子には振り回されて言いなりになってしまっている。
三島（）
声 - 江川央生
田中家の使用人。恵を陥れるためのシナリオ班。いつも変な所に隠れている。こき使われているようで、シナリオには「休みくれ」との言葉が列挙されていた。
礼子（）
声 - 永島由子
泥棒。大阪で恵と知り合う。本人は超一流の泥棒のつもりだが、それほどの実力はない様子。恵に会いに天使邸へ侵入した際には、上手く忍び込んだつもりが実は危険人物と見なされず流坂に無視されていただけだった。一応はプロの泥棒なので、常人よりは身が軽く、裏社会にも通じている。新たな魔本を手に入れるなど、泥棒としての手腕は一応発揮している。

### 家族・親族
蘇我 雪花（）
声 - まるたまり
源造の姉。女性ながら身長が175cmは超えており、女装したときの源造にそっくり。安田曰く「ごっついけれどスーパーダイナマイト」と言われるほどに抜群なスタイル。いきなり弟の源造を蹴り飛ばしたり恵に抱きついたり面白そうなものを部屋に持ち帰ったり、姉だけあって行動パターンが源造とそっくりである。源造と恵をくっつけて恵を自分の妹にしようとしている。「かわいい妹の作り方」という変な本を持っている。
恵の父
声 - 銀河万丈
恵の父。名前が不明。恵を異常なまでに溺愛している。どんな仕事をしているのか恵も知らない。恵の部屋に覗き用の隠し扉をこっそり作っている。恵を愛するあまり親子関係以上を求めることもあり、恵に気持ち悪がられたり、美木に怒られたり軽蔑されたりしている。
天使 翼（）
声 - 浦和めぐみ
恵の母。仕事で海外を飛び回っているためあまり家にはいない。飄々とした一面がありながらも、厳格な性格で、恵の男関係を心配している。めぐ団のメンバー全員に面接と称して誰が恵にふさわしいか様子を見ていた。恵の母親だけあって美人で気が強い。
花華院 京一（）
声 - 仲木隆司
美木の祖父。グループ会社千社のトップであり、日本の心、黒幕、花華院翁と言われる大人物。一人娘を失った悲しみから異常なほど厳格になり、また、娘を守れなかった婿を軟弱と罵り、孫である美木を幸せにしようと、名家である岳山家の嫡男を許婚とする。後に美木の心中に無頓着だったことを悔いて、幾分優しくなっている。
小林祖父
声 - 辻親八
一文字の祖父。武士道の道場を開き、師範を務めている。一文字を幼少時から「現代の最強の武士」に育てるために、武術と精神面での厳しい鍛錬を積ましている。一文字に限らず、武士を育てることが生きがいらしく、多くの子供たちにも指導をしている。
藤木 次郎（）
声 - 浦和めぐみ
一郎の弟。凡人の兄のことを言葉には出さないが馬鹿にしている。兄と同様に驚き顔が怖い。
安田 勇助（）
声 - 渕崎ゆり子
太助の弟。安田の弟だけあり変態。子供であることを利用して、恵や美木に抱きつき兄に叱られる。兄と違いどちらかというとストレートなほうが好み。

### その他の登場人物
タカミ
声 - 伊倉一恵
中学時代の源造の元彼女。かなり男っぽい性格で、中学時代、敵対する赤月中学との喧嘩の時に源造に助けられたことをきっかけに、源造と付き合うようになるが、すぐにフラれてしまう。恵を源造の彼女と勘違いして、別れさせようとするが恵と接するうちに好意を持ち、恵と源造との仲を応援するようになった。恵が心を開いた数少ない女性。
一君（）
声 - 豊嶋真千子
いじめられっこの小学生。桂子に強引に連れ去られて、強くなるように鍛えられるが、途中で見捨てられてしまう。しかし、恵と源造の手助けにより心の強い男の子に成長していく。
一樹（）
少年時代の小林に憧れていた男の子。病弱で学校にも満足に通えなかったようで、自宅の窓からいつも小林のことを見つめていた。悪ガキにいじめられていたところを小林に助けてもらったことがキッカケで友達になり、小林のように強くなることを夢見るが、叶えられず病魔に負けて亡くなってしまった。一樹の母親が作った人形を形見として、小林は常に身につけている。
Mr．スミス（）
声 - 飛田展男
数々の難事件を解決してきた透視能力者。美木のつてで魔本「天の恵」を探すのに助言する。
ピエール
声 - 草尾毅
オルリアン王国の第4王子。世界各国に50人近いガールフレンドがいるプレイボーイ。恵に心を奪われるもガールフレンドのことがばれてしまい、恵に殴り飛ばされてしまった。
×子（）
声 - 渡辺久美子
源造に10秒で振られたことを逆恨みして、源造を街の不良を使って襲わせた女子高生。
村上（）
声 - 桜井敏治
巨体の街の不良。仲間からはジャンボ村上と呼ばれていた。パワーを活かして、桂子を襲い窮地に追い込むも、恵にKOされてしまう。

### めぐ団の敵
岳山 隆雄（）
声 - 森久保祥太郎
美木の婚約者。長髪の美形の青年。総資産額7000億円超、グループ総数20万名の名家岳山家の跡取り。「家業を持たぬ政略の家」に育ち、性格は自己中心的で強欲で狡猾な野心家。当人の意思とは関係なく家同士の決めごとにより、会ったこともないまま美木の婚約者となっていた。岳山家の男子は武術においても相当鍛錬されているらしく、ピンポイントで敵の拳を攻撃し指を負傷させる極めて高等な技を得意とする。他にも、木刀を持った不良やナイフを持った柳沢を素手かつ無傷で叩きのめし、恵にすら「勝つ気でいたらすぐやられてた」と防戦一方に陥らせるほどの凄まじい強さを誇る。真の恐ろしさは、手段を選ばない陰湿さと残酷性にあり、花華院家の財産と名声に執着し、蛇のように美木を付け狙っている。登場するたびに凶悪化していく、めぐ団最悪の敵。最終的に恵や源造たちに敗北した際は惨めに土下座して許しを乞い、恵たちに許されはしなかったが警察に通報もされなかったのでその判断の甘さを嘲笑い、これからも悪事は止めないことを語るが同時に恵や美木たちにはもう手出しをしないことも決める。
田中 一（）
1. 岳山隆雄の偽名。
2. 岳山隆雄の影武者の仮の名。岳山ゲーム時に、隆雄の影武者として登場。かなりの使い手であるが、小林に敗れてしまう。

柳沢（）
声 - 松本保典
不良グループのリーダー。ボクシングを使う。自己陶酔型の性格で、自分が「主役」を張れる人間であると思っている。仲間たちを利用してのし上がろうと考えており、いつも良いやつを装っていた。恵と源造に絡み倒された不良仲間の敵討ちを口実に登場。作中、源造をKOした唯一の男性。恵との格闘では味方をも犠牲にするヒールなテクニックで一時的に優勢となるが、重たい荷物を外し忘れていてそれを外し本気を出した源造にあっけなく返り討ちに遭う。本性が出て見苦しく負けたことにより仲間に見捨てられてしまい、荒れ狂いながら復讐に向かう途中、岳山が現れ完膚なきまでに叩きのめされる。この際、実力の違いと圧倒的な悪の威圧感に格の違いを実感して岳山の手下となる。自分の器に気づいてからは髪を黒く染め「脇役」に徹し、終盤では一歩引いた立場で進行役となっている。めぐ団とは違った意味で恵に魅了されてしまったようであり、トモには恵に惚れていることを指摘され、自身も冗談気味に「好きだからいじわるしたくなる」と語っている。岳山が柳沢に身元隠しのための戸籍を作って矢川拓也という名前があるが、そちらも使っている様子。
トモ
声 - 松本さち
岳山ゲームで恵たちを誘き出すために一役買った女の子。岳山にお金で雇われていたが、恵たちにそれ以上の敵意や悪意はなく、逆に恵が窮地に追い込まれたときに助けようとした。
真根（）（兄）
声 - 江川央生
街一番のワル。最狂の男と言われていた。源造と同じ赤月中学時代に、後輩の源造に殴り倒される。面子を潰された真根兄は復讐を企てるも、ことごとく源造に負けた。それ以降、復讐の機会を窺っていた。
真根（弟）
声 - 渋谷茂
赤月中学時代、源造に散々ぶちのめされたことと、恵にも負けたことにより復讐に燃える。兄と違い美しい恵に対してしつこく付け狙う。
青田（）
声 - 私市淳
柳沢の手下。大和撫子杯で恵たちを襲う不良。安田を袋叩きにして、谷底に投げ捨てたり、良美を襲うなど凶悪な性格。柳沢が街を去ったあと、その後釜として不良グループのボスになったが、源造に何度となく打ちのめされている。
細井（）
声 - 松本保典
岳山隆雄の側近であり、岳山家に代々仕える影組のひとり。目的のためなら手段を選ばない冷酷さを持っている。隆雄ですら正体をつかめない謎の凶悪人物。
門田（）
声 - 鳥海勝美
岳山隆雄の手下。許婚事件で尾行に失敗した部隊のリーダーに替わり新リーダーとなった。その後も、岳山ゲームでは、柳沢のサポートに徹するなど実務部隊の取りまとめ役のようである。

### 「魔本」関係者
魔法使い（）
声 - 千葉一伸
子供たちからいじめられているのを、恵に助けてもらったお礼に魔本「天の恵」をあげた人物。小悪魔に魔法使いにしてくれと頼み、姿だけが魔法使いにされてしまった。
河童（）
声 - 大竹宏
礼子が盗んできた魔本の悪魔。願いを叶えることを約束し藤木に試練を与える。藤木は見事試練を成し遂げるが約束を果たすことなく成仏してしまう。しかし、終盤で岳山により崖まで追い詰められた藤木の脱出に力を貸しており、約束を果たしたと言える。河童の正体は、溺れた自分の娘を助けるために亡くなった父親であった。よく喋るため魔本の性質を知る上でヒントとなる発言も多い。
小悪魔（）
声 - 梅津秀行
恵を女にした張本人。かなり気紛れな性格。悪魔というだけあって色々な魔法が使えるようで、源造に呪いをかけたこともある。最終回では自らを「願いを、約束を果たせなかった者」と語っており、その正体については諸説あったが、完結後の外伝によって、かつて自分の村が襲われ牢に入れられた際、救いの手を差し伸べてくれた少女との約束が果たせなかったことから、成仏できずに悪魔となった者であることが明かされた。恵たちに嫌がらせをしていたわけではなく、実は恵の望みを叶えようとしていたことも明かされた。素顔はかなりの美男子。なお、外伝で魔本が捨てられてしまったが、当人は成仏した模様である。

## 用語
魔本「天の恵」
昔、伝説の賢者「シルバーハンド」とその弟子たちが、彷徨える魂を秘術により本に封じたもの。人の望みを叶えることができるため、魔本自体が魂の強い良き者を持ち主として選ぶことができるといわれている。その本の魂が浄化されると、本の持つ魔力も消えてしまうらしい。
剣ヶ峰高校
恵たちが通う普通の高校。
赤月中学
源造がいた中学。ワルの吹き溜まりとして有名で、悪名高い真根兄弟もこの学校出身。
ヘルランド
岳山ゲームの会場となった場所であり、数年前につぶれた地獄のテーマパーク。CMソングもある。
天使家
高層ビルから服飾まで、デザイン・製造などの関連会社数百社を経営している一族。通称ANLグループ。会長は天使恵花。
花華院家
平安時代から続く名家。グループ会社千社を経営する日本を代表する一族。
古和荘
曰く付きの怖い別荘。大和撫子杯3（アニメ第39話）で登場。

## 書誌情報

### 単行本
- 西森博之 『天使な小生意気』 小学館〈少年サンデーコミックス〉、全20巻
  1. 1999年10月15日初版第1刷発行、ISBN 4-09-125631-7
  2. 2000年1月15日初版第1刷発行、ISBN 4-09-125632-5
  3. 2000年4月15日初版第1刷発行、ISBN 4-09-125633-3
  4. 2000年7月15日初版第1刷発行、ISBN 4-09-125634-1
  5. 2000年9月15日初版第1刷発行、ISBN 4-09-125635-X
  6. 2000年12月15日初版第1刷発行、ISBN 4-09-125636-8
  7. 2001年3月15日初版第1刷発行、ISBN 4-09-125637-6
  8. 2001年5月15日初版第1刷発行、ISBN 4-09-125638-4
  9. 2001年7月15日初版第1刷発行、ISBN 4-09-125639-2
  10. 2001年10月15日初版第1刷発行、ISBN 4-09-125640-6
  11. 2001年12月15日初版第1刷発行、ISBN 4-09-126311-9
  12. 2002年2月15日初版第1刷発行、ISBN 4-09-126312-7
  13. 2002年5月15日初版第1刷発行、ISBN 4-09-126313-5
  14. 2002年7月15日初版第1刷発行、ISBN 4-09-126314-3
  15. 2002年10月15日初版第1刷発行、ISBN 4-09-126315-1
  16. 2003年1月15日初版第1刷発行、ISBN 4-09-126316-X
  17. 2003年3月15日初版第1刷発行、ISBN 4-09-126317-8
  18. 2003年6月15日初版第1刷発行、ISBN 4-09-126318-6
  19. 2003年9月15日初版第1刷発行、ISBN 4-09-126319-4
  20. 2003年10月15日初版第1刷発行、ISBN 4-09-126320-8

### 関連書籍
- 『天使な小生意気キャラクター 心理分析書』2002年4月発行、ISBN 4-87689-422-1

## テレビアニメ版
2002年4月7日から2003年3月30日にテレビ東京系で日曜早朝0時50分から1時20分に全50話でテレビアニメ化された。
セル画が使用されたテレビ東京系の最後のアニメでもある。なお16:9のビスタサイズで制作されているが、4:3のサイドカット版で放送された。
テレビアニメは比較的原作に忠実に制作されていたが、原作の連載に追いついてしまったため終盤はオリジナルストーリーとなる。本作品は各エピソードで語られる伏線が結末に結びつく手法で描かれているが、テレビアニメではその伏線の多くが結末には結びつかない展開となっている。上記登場人物の解説は原作の完結を基にしたものである。
テレビ東京系列での新作放送終了後も、UHF局などを中心に何度も再放送されており、現在は2016年11月よりテレビ埼玉「テレ玉アニメ☆パレード」枠にて再放送されていた。過去には、アニマックス、AT-X、キッズステーションなどにて再放送されている（全ての局、再放送の際には歴代の各テーマ曲自体をはじめ、本放送時のものをスタッフロール・制作著作の「テレビ東京（TV TOKYO）」表記も権利関係をクリアしそのまま放送されているが、提供クレジット部分および「次回もお楽しみに」の放送部分についての画面は削除または各局独自のものへ差し替えられている）。

### スタッフ
- 原作 - 西森博之（天使な小生意気 小学館『週刊少年サンデー』）
- 監督 - 奥脇雅晴
- シリーズ構成 - 扇澤延男
- シナリオプロデューサー - 飯岡順一
- キャラクターデザイン - 本橋秀之
- 美術監督 - 東潤一
- 色彩設計 - 吉岡みゆき
- 撮影監督 - 西山仁
- 編集 - 岡田輝満
- 音楽 - 池田大介
- 音響監督 - 浦上靖夫
- プロデューサー - 小林教子、吉岡昌仁
- アニメーションプロデューサー - 小島哲
- 製作 - テレビ東京、トムス・エンタテインメント

### 主題歌
いずれもオープニング曲は北原愛子が、エンディングは三枝夕夏 IN dbが担当している（ただし、最終話のみ「grand blue」が使用された）。

#### オープニングテーマ
「grand blue」
作詞・歌 - 北原愛子 / 作曲・編曲 / 徳永暁人
（1 - 26話）
「Sun rise train」
作詞・歌 - 北原愛子 / 作曲 - 輝門 / 編曲 - 大賀好修
（27 - 50話）

#### エンディングテーマ
「Whenever I think of you」
作詞 - 三枝夕夏 / 作曲・編曲 - 徳永暁人 / 歌 - 三枝夕夏 IN db（5話まではデシベル表記）
（1 - 13話）
「It's for you」
作詞 - 三枝夕夏 / 作曲 - 川島だりあ / 編曲 - 池田大介 / 歌 - 三枝夕夏 IN db
（14 - 26話）
「Tears Go By」
作詞 - 三枝夕夏 / 作曲 - 大野愛果 / 編曲 - 徳永暁人 / 歌 - 三枝夕夏 IN db
（27 - 37話）
「Secret&Lies」
作詞 - 三枝夕夏 / 作曲 - 五大ゆり / 編曲 - 徳永暁人 / 歌 - 三枝夕夏 IN db
（38 - 49話）
「grand blue」
作詞・歌 - 北原愛子 / 作曲・編曲 - 徳永暁人
（50話）

### 各話リスト
| 話数 | サブタイトル                                            | 脚本       | 絵コンテ          | 演出           | 作画監督       | 放送日        |
| ---- | ------------------------------------------------------- | ---------- | ----------------- | -------------- | -------------- | ------------- |
| 1    | 出会いはフルスピード!天使は♂or♀                         | 扇澤延男   | 奥脇雅晴          | 辻泰永         | 本橋秀之       | 2002年 4月7日 |
| 2    | どうしたんだい?マイエンジェル!                          | 扇澤延男   | 前園文夫          | 佐土原武之     | 内田シンヤ     | 4月14日       |
| 3    | コレが敵を一撃で倒す男の手だ!                           | まさきひろ | 河村明夫          | 山口美浩       | 河村明夫       | 4月21日       |
| 4    | 天使が空から舞い降りた…                                 | 扇澤延男   | 奥脇雅晴 下田久人 | 辻泰永         | 加野晃         | 4月28日       |
| 5    | お前好きだ!お前も好きだ!!                               | 扇澤延男   | 前園文夫          | 下田久人       | 乙幡忠志       | 5月5日        |
| 6    | 迫ってみようぜ!彼女の神秘に?!                           | 吉村元希   | 越智浩仁          | 山内東生雄     | をがわいちろを | 5月12日       |
| 7    | 俺が女になってやる!!?                                   | まさきひろ | 奥脇雅晴 池田重隆 | 池田重隆       | 日向正樹       | 5月19日       |
| 8    | ムカつく奴だな 正義男（バカ）小林!                      | まさきひろ | 奥脇雅晴          | 佐土原武之     | 本橋秀之       | 5月26日       |
| 9    | 魔本だ!!めぐが男になるなんてヤダー!!                    | 扇澤延男   | かわむらあきお    | 山口美浩       | かわむらあきお | 6月2日        |
| 10   | 叩きつぶせ!小悪魔の呪い!                                | 扇澤延男   | 奥脇雅晴          | 下田久人       | 乙幡忠志       | 6月16日       |
| 11   | デェトだメグ、見せてやるぜすごい男を!                   | 吉村元希   | 前園文夫          | 辻泰永         | 内田シンヤ     | 6月23日       |
| 12   | ヤッパ!俺は呪われてるんだ〜!!                           | まさきひろ | 前園文夫          | 池田重隆       | 日向正樹       | 6月30日       |
| 13   | なぜか大阪!?夢見る少女は大ドロボー!?                    | 吉村元希   | 奥脇雅晴          | 山内東生雄     | をがわいちろを | 7月7日        |
| 14   | 白い太モモにはさまれて死にて〜!!                        | 吉村元希   | 奥脇雅晴          | 山口美浩       | かわむらあきお | 7月14日       |
| 15   | 魔法使いのジジーに会えるぜ!                             | 吉村元希   | 前園文夫          | 下田久人       | 乙幡忠志       | 7月21日       |
| 16   | オレの弱点を突くな!巨大ザリガニ釣り                     | まさきひろ | 奥脇雅晴          | 辻泰永         | 内田シンヤ     | 7月28日       |
| 17   | 最悪の奴が来た!桂子様登場!!                             | 扇澤延男   | かわむらあきお    | 佐土原武之     | 加野晃         | 8月4日        |
| 18   | 男の対決!武士と普通?!                                   | まさきひろ | 佐々木勝利        | 池田重隆       | 日向正樹       | 8月11日       |
| 19   | 恵VS桂子!私が強い男を育てる!!                           | 扇澤延男   | かわむらあきお    | 山口美浩       | かわむらあきお | 8月18日       |
| 20   | 美木に許婚!?俺が必ず守ってみせる!                       | まさきひろ | 前園文夫          | 下田久人       | 乙幡忠志       | 8月25日       |
| 21   | 婚約妨害作戦!二枚舌野郎にゃ美木はやらん!!               | まさきひろ | 亀垣一            | 山内東生雄     | 内田シンヤ     | 9月1日        |
| 22   | 名誉も権力もぶっとべ!これが愛の力だ!                    | まさきひろ | 大原実            | 辻泰永         | をがわいちろを | 9月8日        |
| 23   | 男ならいるゾ!母、感動の面接テスト!                      | 吉村元希   | 奥脇雅晴          | 佐土原武之     | 岩佐裕子       | 9月15日       |
| 24   | 蘇我の女?可愛い足でやっつけちゃうヨ!                    | 吉村元希   | 佐々木勝利        | 池田重隆       | 日向正樹       | 9月22日       |
| 25   | 女の敵・源造!?頬の傷は一体なんだ〜!                     | 扇澤延男   | 久城りおん        | 久城りおん     | をがわいちろを | 9月29日       |
| 26   | 俺を抱きしめるな!雪花って誰だ〜!?                       | まさきひろ | 大原実            | 下田久人       | 乙幡忠志       | 10月6日       |
| 27   | キスだ!?俺の魔法は解けるんだ!                           | まさきひろ | 亀垣一            | 佐土原武之     | 加野晃         | 10月13日      |
| 28   | 俺は男に戻んだゾ!男勝負だ〜!!                           | 吉村元希   | かわむらあきお    | 大原実         | かわむらあきお | 10月20日      |
| 29   | チカン野郎、カワイイめぐがやっつけてやる!               | 笹野恵     | 奥脇雅晴          | 池田重隆       | 日向正樹       | 10月27日      |
| 30   | 祟りか呪いか!?やるじゃんか源造!                         | 扇澤延男   | 前園文夫          | 山内東生雄     | 内田シンヤ     | 11月1日       |
| 31   | 密室のメグ!男はみんな不安のカタマリだ〜!                | まさきひろ | 奥脇雅晴          | 辻泰永         | をがわいちろを | 11月10日      |
| 32   | 桂子がホレた女の子!オ、オレか〜!?                       | 扇澤延男   | かわむらあきお    | 山崎浩司       | かわむらあきお | 11月17日      |
| 33   | 小悪魔の魔法に勝つか!?変態パワー!                       | 吉村元希   | 大原実            | 佐土原武之     | 岩佐裕子       | 11月24日      |
| 34   | 必見・恵のエプロン姿!!料理対決だ!                       | まさきひろ | 奥脇雅晴          | 池田重隆       | 日向正樹       | 12月1日       |
| 35   | 源造、逃げられないゾ!セップクだ〜!!                     | まさきひろ | 名村英敏          | 山内東生雄     | 内田シンヤ     | 12月8日       |
| 36   | 浴衣姿のメグちゃん、何で逃げるの〜                      | 笹野恵     | 奥脇雅晴          | 辻泰永         | をがわいちろを | 12月15日      |
| 37   | 大和撫子杯① 運命のパートナーは誰だ!?藤木、鷹を見る      | 扇澤延男   | かわむらあきお    | かわむらあきお | 粉川剛         | 12月22日      |
| 38   | 大和撫子杯② ボクサーパンチが何だ!華麗に舞うメグ!        | 扇澤延男   | 亀垣一            | 佐土原武之     | 岩佐裕子       | 2003年 1月5日 |
| 39   | 大和撫子杯③ 恵VS桂子 幽霊バトルだ〜!                    | 扇澤延男   | 奥脇雅晴          | 池田重隆       | 日向正樹       | 1月12日       |
| 40   | 大和撫子杯④ 柳沢の逆襲 大丈夫、俺女じゃないから･･･      | まさきひろ | 大原実            | 山内東生雄     | 内田シンヤ     | 1月19日       |
| 41   | 大和撫子杯⑤ 美木怒る 何が男よ、恵のバカー!              | まさきひろ | 久城りおん        | 久城りおん     | をがわいちろを | 1月26日       |
| 42   | 大和撫子杯⑥ 俺は強いぜ、泣いたふりクラッシュで決着だ〜! | まさきひろ | かわむらあきお    | 畠山茂樹       | かわむらあきお | 2月2日        |
| 43   | 王子様とデート!?メグがお姫様〜!?                        | まさきひろ | 名村英敏          | 辻泰永         | 中路景子       | 2月9日        |
| 44   | カッパカッパ藤木!?真夏の海に人魚を見た!                 | まさきひろ | 奥脇雅晴          | 池田重隆       | 日向正樹       | 2月16日       |
| 45   | 石割り武士、美木が欲しけりゃ俺を倒してけ!               | まさきひろ | ひいろゆきな      | 佐土原武之     | 本橋秀之       | 2月23日       |
| 46   | 修学旅行だ!告白だ!ラブコメ武士だ〜?!                    | まさきひろ | 大原実            | 辻太輔         | をかわいちろを | 3月2日        |
| 47   | 俺は美木の王子様ダ! 行くぞ源造馬（シルバー）〜!!        | まさきひろ | 遠藤克巳          | 江島泰男       | かわむらあきお | 3月9日        |
| 48   | 岳山ゲーム開始!藤木「愛」のバクハツだ〜!!               | まさきひろ | 奥脇雅晴          | 池田重隆       | 日向正樹       | 3月16日       |
| 49   | 囚われた美木の心に届け、石割り力（パワー）!!            | 扇澤延男   | 奥脇雅晴          | 辻泰永         | 岩佐裕子       | 3月23日       |
| 50   | KISS 魔法が解けるゾ!天使は♂or♀?                         | 扇澤延男   | 奥脇雅晴          | 久城りおん     | 本橋秀之       | 3月30日       |

### 放送局
BSジャパン以外の放送時間は2002年7月中旬 - 8月上旬時点のものとする。
| 放送地域       | 放送局         | 放送期間                     | 放送日時                     | 系列           | 備考           |
| -------------- | -------------- | ---------------------------- | ---------------------------- | -------------- | -------------- |
| 関東広域圏     | テレビ東京     | 2002年4月7日 - 2003年3月30日 | 日曜 0:50 - 1:20（土曜深夜） | テレビ東京系列 | 製作局         |
| 大阪府         | テレビ大阪     | 2002年4月7日 - 2003年3月30日 | 日曜 1:25 - 1:55             | テレビ東京系列 |                |
| 日本全域       | BSジャパン     | 2002年4月8日 - 2003年3月31日 | 月曜 0:30 - 1:00（日曜深夜） | テレビ東京系列 | BSデジタル放送 |
| 福岡県         | TVQ九州放送    | 2002年4月9日 - 2003年4月1日  | 火曜 2:20 - 2:50（月曜深夜） | テレビ東京系列 |                |
| 岡山県・香川県 | テレビせとうち | 2002年4月10日 - 2003年4月2日 | 水曜 1:35 - 2:05（火曜深夜） | テレビ東京系列 |                |
| 愛知県         | テレビ愛知     | 2002年4月11日 - 2003年4月3日 | 木曜 1:55 - 2:25（水曜深夜） | テレビ東京系列 |                |
| 北海道         | テレビ北海道   | 2002年4月11日 - 2003年4月3日 | 木曜 2:25 - 2:55（水曜深夜） | テレビ東京系列 |                |

| テレビ東京 日曜0:50 - 1:20（土曜深夜）                         | テレビ東京 日曜0:50 - 1:20（土曜深夜）          | テレビ東京 日曜0:50 - 1:20（土曜深夜）                                                                                                 |
| 前番組                                                         | 番組名                                          | 次番組 |
| -------------------------------------------------------------- | ----------------------------------------------- | --- |
| PROJECT ARMS The 2nd Chapter （2001年10月7日 - 2002年3月31日） | 天使な小生意気 （2002年4月7日 - 2003年3月30日） | JAPAN COUNTDOWN （2003年4月6日 - 2011年9月25日） ※0:25 - 0:55人間交差点 -HUMAN SCRAMBLE- （2003年4月6日 - 2003年6月29日） ※0:55 - 1:25 |

## 外伝のストーリー
- 『週刊少年サンデー超』 2004年1月増刊号 2話掲載
  1. 夢のその先（藤木他主要メンバーのその後）
  2. 小悪魔

## 関連商品

### DVD
ノートリミング・ワイドスクリーン版。全13巻で、いずれも特典映像として「着せかえ恵ちゃん」シリーズ、封入特典として「オリジナルポストカード」が付いていた。
| タイトル・巻数    | 発売日         | 収録話・収録時間      | 特典映像                                              |
| ----------------- | -------------- | --------------------- | ----------------------------------------------------- |
| 天使な小生意気 1  | 2002年 8月21日 | 第1話・第2話：48分    | - 着せかえ恵ちゃん浴衣編 - サンデーCM                 |
| 天使な小生意気 2  | 9月21日        | 第3話 - 第6話：96分   | - 着せかえ恵ちゃん魔女編                              |
| 天使な小生意気 3  | 10月25日       | 第7話 - 第10話：96分  | - 着せかえ恵ちゃんチャイナ編 - 林原めぐみインタビュー |
| 天使な小生意気 4  | 11月21日       | 第11話 - 第14話：96分 | - 着せかえ恵ちゃんサンタ編 - サンデーCM               |
| 天使な小生意気 5  | 12月21日       | 第15話 - 第18話：96分 | - 着せかえ恵ちゃん晴れ着編                            |
| 天使な小生意気 6  | 2003年 1月21日 | 第19話 - 第22話：98分 | - 着せかえ恵ちゃんファミレス編                        |
| 天使な小生意気 7  | 2月21日        | 第23話 - 第26話：98分 | - 着せかえ恵ちゃんパジャマ編                          |
| 天使な小生意気 8  | 3月21日        | 第27話 - 第30話：96分 | - 着せかえ恵ちゃんスーツ編                            |
| 天使な小生意気 9  | 4月25日        | 第31話 - 第34話：98分 | - 着せかえ恵ちゃんバンド編                            |
| 天使な小生意気 10 | 5月21日        | 第35話 - 第38話：96分 | - 着せかえ恵ちゃんサッカー編                          |
| 天使な小生意気 11 | 6月21日        | 第39話 - 第42話：98分 | - 着せかえ恵ちゃん水着編                              |
| 天使な小生意気 12 | 7月25日        | 第43話 - 第46話：98分 | - 着せかえ恵ちゃんミニパト編                          |
| 天使な小生意気 13 | 8月21日        | 第47話 -第50話：98分  | - 着せかえ恵ちゃんチアガール編 - TVスポット           |

### その他
- VHS：レンタル版 全13巻
- ゲーム：バンダイ PlayStation専用ソフト『天使な小生意気』[4]